# Oligopitècids
Els oligopitècids (Oligopithecidae) són una família extinta de primats catarrins que visqueren al nord d'Àfrica i la península Aràbiga des de l'Eocè mitjà fins a l'Oligocè inferior, fa entre 28,4 i 47,8 milions d'anys. Se n'han trobat restes fòssils a Egipte, Líbia i Oman. Eren més petits i primitius que els propliopitècids, encara que hi ha autors que en fan una subfamília d'aquesta altra família. Tenen la quarta dent premolar inferior (p4) dotada d'un paracònid menut i un metacònid gros situat a un angle d'uns 90 graus respecte al protocònid.